# Kościół św. Katarzyny w Żurrieq
Kościół Świętej Katarzyny (malt. Il-Knisja Arċipretali ta' Santa Katerina, ang. Parish Church of Saint Catherine) – rzymskokatolicki kościół parafialny w Żurrieq na Malcie. Kościół jest pod wezwaniem św. Katarzyny z Aleksandrii. 

## Historia
Po raz pierwszy kościół parafialny w Żurrieq wymieniony został w 1436 przez biskupa Senatore de Mello, jako jeden z dziesięciu kościołów parafialnych na Malcie. Kościół został powtórnie wspomniany w 1575 w raporcie Pietro Dusiny. Uwzględniając wzrost populacji wioski, w 1630 ówczesny proboszcz Antonio Demos zaczął planować budowę nowego kościoła. Prace budowlane rozpoczęto w 1634 pod nadzorem księdza Matteolo Saliby, proboszcza w latach 1635–1676, który był jednocześnie projektantem nowego barokowego kościoła. Budowę ukończono po 25 latach, w 1659.

W 1861 dobudowane zostały dwie dzwonnice.
Kościół poświęcony został 30 grudnia 1731 przez biskupa Paula Alphérana de Bussan.

## Architektura
Fasada, do której prowadzą obszerne schody, charakteryzuje się szeroką zatoką ze zgrupowanymi doryckimi pilastrami, oraz dużymi drzwiami, które zostały zaprojektowane przez Abrama Gatta i zwieńczone podwójnym frontonem – półkolistym i trójkątnym. 

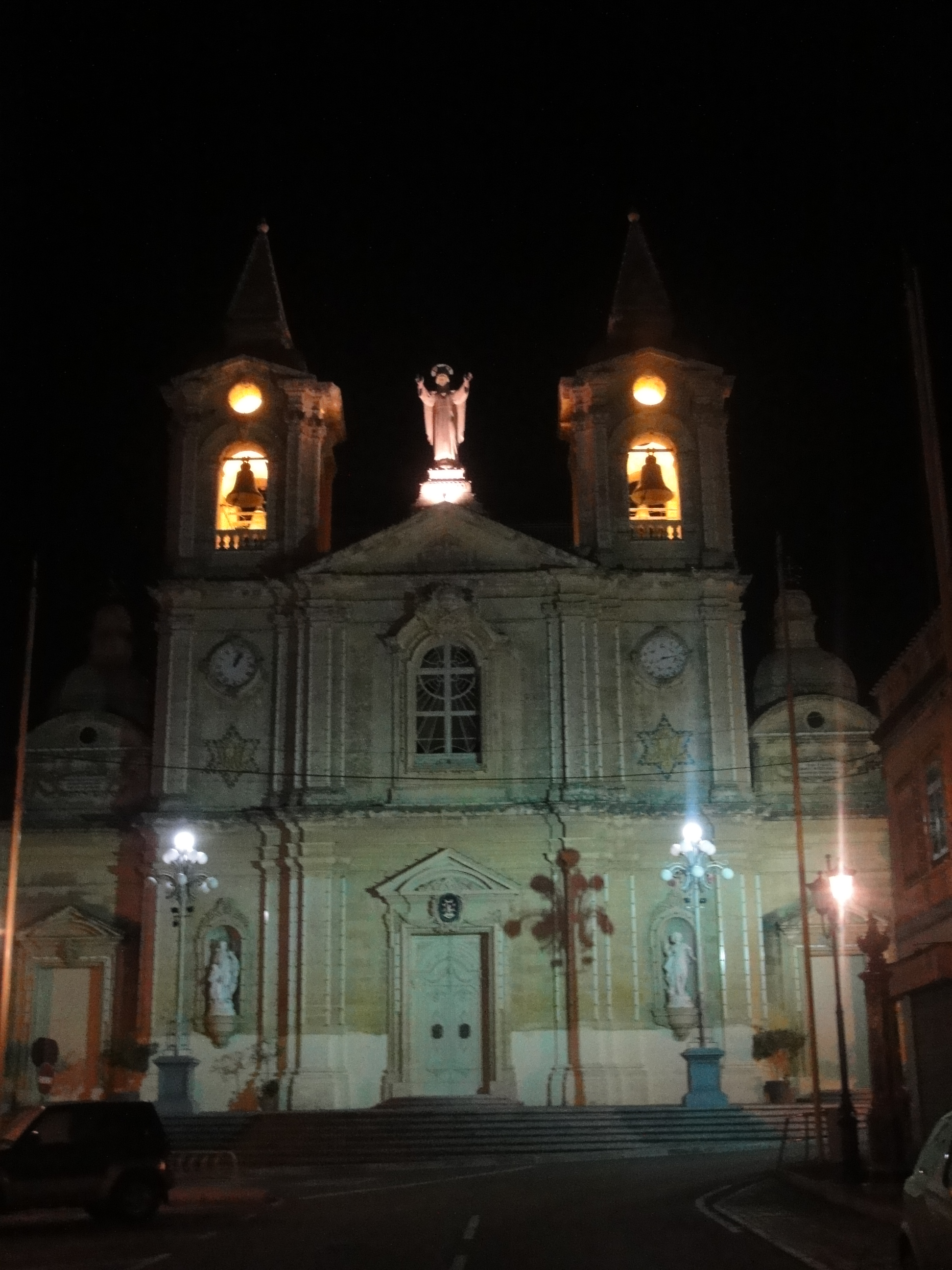
Fasada kościoła nocą

Każda boczna zatoka ozdobiona jest posągiem ustawionym w niszy – św. Józef po lewej stronie i św. Roch po prawej. Gzyms biegnący wokół oddziela część parterową od górnego poziomu. Górna kondygnacja jest otoczona grupą jońskich pilastrów, i charakteryzuje się centralnie umieszczonym dużym witrażowym oknem, otoczonym wytłaczaną ramą, ozdobionym tarczą herbową, i zwieńczonym frontonem. Górna centralna zatoka ma po bokach dwa duże zegary. Duża figura Chrystusa Zbawiciela, zaprojektowana przez Censu Apapa i wyrzeźbiona przez Marco Montebello, zdobi szczyt frontonu. Po bokach ma dwie dzwonnice, zaprojektowane przez Nikolę Zammita, a dobudowane w 1861. Mają one duże okna z dzwonami, ozdobione balustradami, oraz frontony z okrągłymi oknami, zwieńczone zaś są sterczynami.

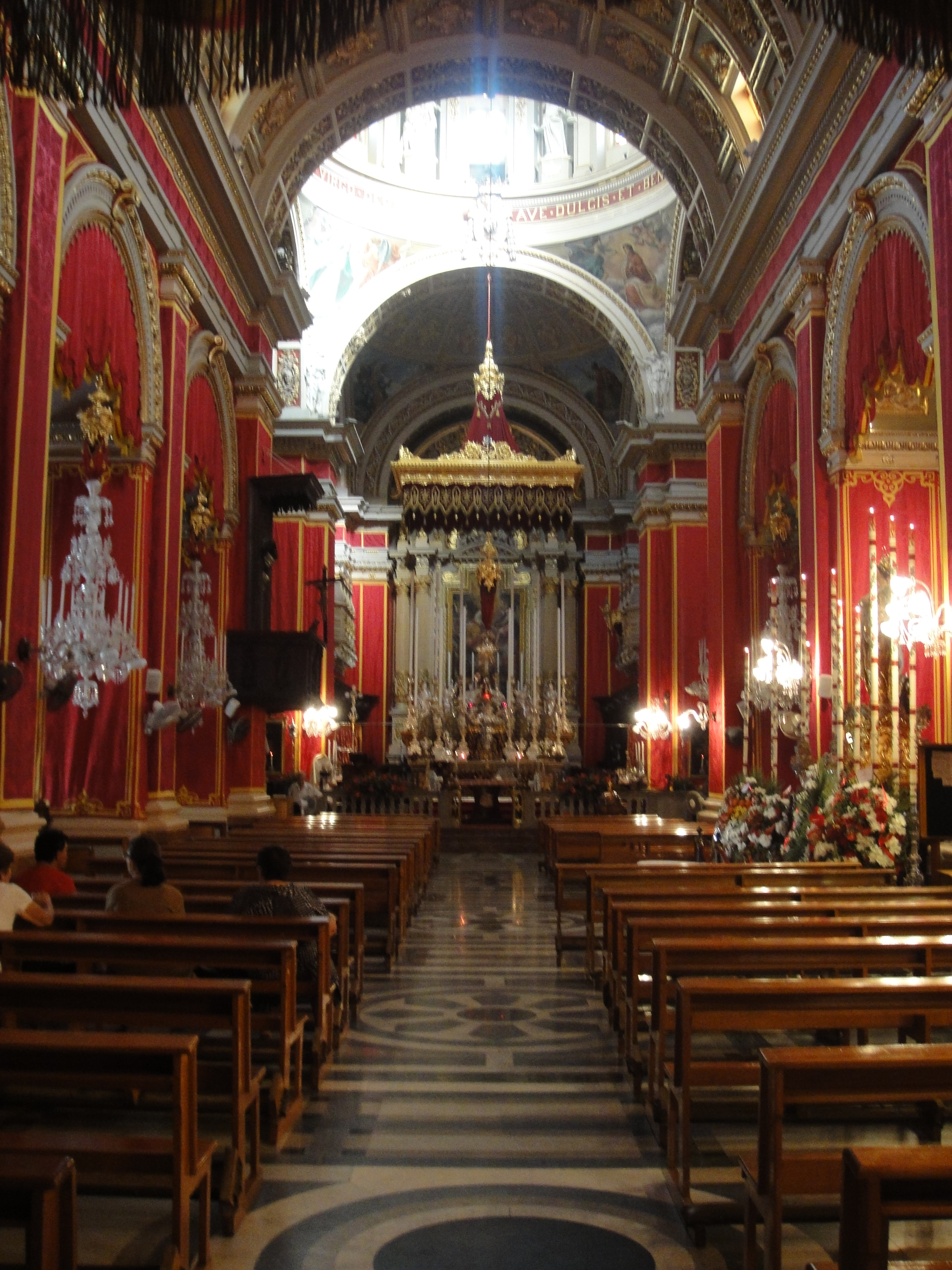
Wnętrze kościoła

## Dzieła sztuki
Największą atrakcją kościoła są dzieła Mattia Pretiego. Są to: „Męczeństwo św. Szczepana”, „Męczeństwo św. Andrzeja”, „Męczeństwo św. Katarzyny”, „Bóg Ojciec”, „Nawiedzenie św. Elżbiety przez Maryję”, „Święty Roch”, „Święty Błażej”, „Święty Dominik”, „Święty Mikołaj z Tolentino” oraz „Matka Boża Łaskawa”. W kościele znajdują się też dzieła Fra Luca Garniera, Matteo Peréza d’Aleccio, Francesco Zahry oraz Lazzaro Pisaniego. Tytularna statua św. Katarzyny, datowana na 1818, jest dłuta Marjanu Gerady. Druga statua – Matka Boża z Góry Karmel – wykonana została w 1842 przez Salvu Psailę.

## Uroczystość patronalna
Podobnie jak w innych miejscowościach maltańskich lokalne święto odbywa się na cześć patrona parafii. Główne uroczystości ku czci św. Katarzyny z Aleksandrii odbywają się w pierwszą niedzielę września, zaś upamiętnienie – 25 listopada, w dniu będącym w kalendarzu katolickim świętem liturgicznym patronki. 

## Ochrona dziedzictwa kulturowego
Budynek kościoła umieszczony jest na liście National Inventory of the Cultural Property of the Maltese Islands pod nr. 01260. W 2011 kościół uznany został zabytkiem narodowym 1. klasy.